# Jens Jørgen Thorsen
Jens Jørgen Thorsen (* 2. Februar 1932 in Holstebro, Dänemark; † 15. November 2000 in Waaxtorp, Schweden) war ein dänischer Maler und Illustrator sowie Filmregisseur und Drehbuchautor.

## Biografie
Nach einem Jahr Architekturstudium begann Thorsen eine künstlerische Tätigkeit als Maler. Von 1951 bis 1956 studierte er Kunst und war nebenbei Maurerlehrling. Er spielte Jazz und gründete die Papa Bue’s Viking Jazzband. Von 1954 bis 1963 war er kultureller und künstlerischer Mitarbeiter der Sozialdemokraten sowie Kunstkritiker für die dänische Zeitung Ekstra Bladet. Thorsen gestaltete für dänische Publikationen Illustrationen und schrieb Bücher über Kunst. 1970 produzierte er seinen ersten Spielfilm Stille Tage in Clichy, eine Verfilmung des gleichnamigen Romans von Henry Miller. 1971 wollte er einen Film über Jesus produzieren, was jedoch wegen Blasphemievorwürfen zu heftigen Protesten führte. Erst 1992 realisierte er einen Jesusfilm, der jedoch keine Bedeutung erlangte.
Er ist auf dem Assistenzfriedhof (Assistens Kirkegård) im Kopenhagener Stadtteil Nørrebro beigesetzt.

## Preise
- 1988: Robert in der Kategorie Bester Dokumentar-Kurzfilm (Årets korte Dokumentarfilm) für den Dokumentarfilm Lys

## Filmografie

### Als Darsteller
- 1970: Stille Tage in Clichy (Stille dage i Clichy) als Mann, der über den Schiffssteg rollt
- 1971: Guld til præriens skrappe drenge als Cowboy
- 1986: Die Augen des Wolfes (Oviri) als Jens Jorjen Thorsen
- 1989: Retfærdighedens rytter

### Als Regisseur
- 1960: Fotorama
- 1963: Stopforbud
- 1963: Flash, Splash, Plash
- 1964: The Situationist Life
- 1964: Do You Want Success?
- 1965: Frelse for dig og mig
- 1965: Porno-Shop
- 1966: Herning 1965
- 1967: Et År med Henry
- 1970: Stille Tage in Clichy (Stille dage i Clichy)
- 1975: Wet Dreams
- 1988: Lys
- 1992: Jesus vender tilbage

### Als Drehbuchautor
- 1963: Stopforbud
- 1966: Herning 1965
- 1967: Et År med Henry
- 1970: Stille Tage in Clichy (Stille dage i Clichy)
- 1992: Jesus vender tilbage

## Bibliografie
- Situationister; Buchillustrationen mit skandinavischen Situationen, Ambrosius Fjord & Patric O’Brien, 1970.
- Thorsens Jesusfilm; ungekürzte Übersetzung ins Dänische, Manuskript für den ersten Jesus-Film (Übersetzung aus dem englischen Originaldrehbuch: The love affairs of Jesus Christ), Borgen, Kopenhagen 1975, 175 S., ISBN 87-418-3524-7.
- Friheden er ikke til salg; Zusammengefasste Standpunkte und Essays unter einem Berufsverbot. Gesammelte Artikel, Bogan, Kopenhagen 1980, 192 S., ISBN 87-87533-54-5.
- Hans Henrik Lerfeldt; Bildband zu dem Künstler Hans Henrik Lerfeldt, Galerie Asbæk, 1981.
- Brændende blade; Bildband zu dem Künstler Wilhelm Freddie, Rungsted Kyst – Anders Nyborg, 1982, 58 S.
- Aagaard Andersen; Bildband zu dem Künstler Gunnar Aagaard Andersen, zusammen mit Per Mollerup, Statens museum for kunst m.fl, 1985.
- Modernisme i dansk malerkunst, Buchillustrationen zu moderner dänischer Kunst, Fogtdal, 1987, 351 S., ISBN 87-7248-023-8.
- Manifester etc.; transkribiert und später im Internet veröffentlicht von der Copenhagen Free University „Situationistisk Arkiv“ zu den Jahren von 1962 bis 1974.[5]